# Onagrodes viridis
Onagrodes viridis là một loài bướm đêm trong họ Geometridae.